# William Hjortsberg
William "Gatz" Hjortsberg (Nova York, 1941 - Livingston, 22 d'abril de 2017) fou un novel·lista i guionista més conegut per escriure els guions de les pel·lícules Legend i El cor de l'àngel. La seva novel·la Falling Angel (coneguda en català com a El cor de l'àngel) va ser la base per a la pel·lícula Angel Heart (1987).

## Filmografia
- 1977: Thunder and Lightning
- 1980: The Georgia Peaches (telefilm)
- 1985: Legend
- 1987: Falling Angel